# Türkische Frauen-Basketball-Liga
Die Türkische Frauen-Basketball-Liga (türkisch Türkiye Kadınlar Basketbol Ligi; offiziell Bilyoner.com Türkiye Kadınlar Basketbol Süper Ligi) ist die höchste professionelle Frauenbasketball-Liga in der Türkei und wird vom türkischen Basketballverband organisiert. Die Liga der Frauen startete im Jahre 1980. Fenerbahçe ist mit 16 Titelgewinnen Rekordmeister.
Des Weiteren sind die 2. Liga der Frauen (Türkiye Kadınlar Basketbol 1. Ligi), die Regionalliga der Frauen (Kadınlar Basketbol Bölgesel Ligi) und die Universitätsliga der Frauen (Ünilig) offiziell in der Verantwortung des Verbandes.

## Modus
Zunächst werden in 26 regulären Saisonspielen (Saison wird in zwei Hälften getrennt; jeweils ein Heim- und ein Auswärtsspiel pro Gegner) die Positionen für das darauf folgende Play-off bestimmt. Danach kommt ein K.o.-System zum Einsatz, in welchem die Mannschaften der Plätze 1–8 teilnehmen:
- Viertelfinale: Der Tabellenführer der regulären Saison trifft auf den achten, der zweite auf den siebtplatzierten usw. Es werden zwei Spiele (jeweils einmal Heimrecht für beide Mannschaften) ausgetragen und die Ergebnisse werden addiert. Bei Gleichstand findet ein Entscheidungsspiel statt.
- Halbfinale: Nachdem die Spiele ausgelost worden sind, findet ein Best-Of-Five statt.
- Finale: Um den Meister der Spielzeit zu ermitteln kommt das Best-Of-Five-System erneut zum Einsatz.

Absteiger in die zweite Liga sind die beiden letztplatzierten Teams.

## Teams der Saison 2022/23
| Mannschaft           | Stadt    | Halle                                |
| -------------------- | -------- | ------------------------------------ |
| Antalya 07           | Antalya  | Dilek Sabancı Sport Hall             |
| Bellona Kayseri      | Kayseri  | Kadir Has Spor Salonu                |
| Beşiktaş             | Istanbul | BJK Akatlar Arena                    |
| Botaş SK             | Adana    | Menderes Spor Salonu                 |
| Bursa BSB            | Bursa    | Yıldırım Municipality Sports Complex |
| Çankaya Üniversitesi | Ankara   | Arı Koleji Olimpik Spor Salonu       |
| Çukurova BK          | Mersin   | Edip Buran Spor Salonu               |
| Emlak Konut          | Istanbul | Orta Okulu Spor Salonu               |
| Fenerbahçe           | Istanbul | Ülker Sports Arena                   |
| Galatasaray          | Istanbul | Ahmet Cömert Spor Salonu             |
| Hatay BŞB            | Antakya  | Antakya Spor Salonu                  |
| Nesibe Aydin         | Ankara   | TOBB Sport Hall                      |
| Ormanspor            | Ankara   | Sait Zarifoğlu Spor Salonu           |
| Rize Belediyesi      | Rize     | Rize Sports Hall                     |

## Alle Meister
| - 1980–1981: ODTÜ - 1981–1982: ODTÜ - 1982–1983: ODTÜ - 1983–1984: Beşiktaş - 1984–1985: Beşiktaş - 1985–1986: MTA - 1986–1987: MTA - 1987–1988: Galatasaray - 1988–1989: İstanbul Üniversitesi - 1989–1990: Galatasaray - 1990–1991: Galatasaray - 1991–1992: Galatasaray - 1992–1993: Galatasaray - 1993–1994: Galatasaray - 1994–1995: Galatasaray - 1995–1996: Galatasaray - 1996–1997: Galatasaray - 1997–1998: Galatasaray - 1998–1999: Fenerbahçe - 1999–2000: Galatasaray - 2000–2001: Botaşspor | - 2001–2002: Fenerbahçe - 2002–2003: Botaşspor - 2003–2004: Fenerbahçe - 2004–2005: Beşiktaş - 2005–2006: Fenerbahçe - 2006–2007: Fenerbahçe - 2007–2008: Fenerbahçe - 2008–2009: Fenerbahçe - 2009–2010: Fenerbahçe - 2010–2011: Fenerbahçe - 2011–2012: Fenerbahçe - 2012–2013: Fenerbahçe - 2013–2014: Galatasaray Odeabank - 2014–2015: Galatasaray Odeabank - 2015–2016: Fenerbahçe - 2016–2017: Yakın Doğu Üniversitesi - 2017–2018: Fenerbahçe - 2018–2019: Fenerbahce - 2019–2020: abgebrochen.... - 2020–2021: Fenerbahçe - 2021–2022: Fenerbahçe - 2022–2023: Fenerbahçe - 2023–2024: Fenerbahçe - 2024–2025: Fenerbahçe |

### Meisterschaftstitel
| Team                    | Meisterschaften | Jahr des Gewinns                                                                                                 |
| ----------------------- | --------------- | --- |
| Fenerbahçe              | 19              | 1999, 2002, 2004, 2006, 2007, 2008, 2009, 2010, 2011, 2012, 2013, 2016, 2018, 2019, 2021, 2022, 2023, 2024, 2025 |
| Galatasaray             | 13              | 1988, 1990, 1991, 1992, 1993, 1994, 1995, 1996, 1997, 1998, 2000, 2014, 2015                                     |
| Beşiktaş                | 3               | 1984, 1985, 2005                                                                                                 |
| ODTÜ                    | 3               | 1981, 1982, 1983                                                                                                 |
| Botaş SK                | 2               | 2001, 2003 |
| MTA                     | 2               | 1986, 1987 |
| İÜSBK                   | 1               | 1989 |
| Yakın Doğu Üniversitesi | 1               | 2017 |